# Edin Atić
Edin Atić (ur. 19 stycznia 1997 w Bugojnie) – bośniacki koszykarz, występujący na pozycjach rzucającego obrońcy lub niskiego skrzydłowego, reprezentant kraju, obecnie zawodnik Budućnost VOLI.

## Osiągnięcia
Stan na 24 maja 2022, na podstawie, o ile nie zaznaczono inaczej

### Drużynowe
- Mistrz Ligi Mistrzów FIBA (2018)
- Zdobywca pucharu:
  - Grecji (2018)
  - Bośni i Hercegowiny (2021)
  - Czarnogóry (2022)
- Uczestnik międzynarodowych rozgrywek:
  - Eurocup (2015/2016, 2021/2022)
  - Ligi Adriatyckiej (2020/2021 – final four)

### Indywidualne
- MVP kolejki Ligi Adriatyckiej (14 – 2020/2021)
- Uczestnik:
  - meczu wschodzących gwiazd Nike Hoop Summit (2016)
  - Eurocampu Adidasa (2015)
- Zaliczony do I składu turnieju Citta Di Roma (NIJT – 2014, 2015)

### Reprezentacja
Seniorska
- Uczestnik:
  - europejskich:
    - kwalifikacji do mistrzostw świata (2017–2019 – 24. miejsce, 2021)
    - pre-kwalifikacji do mistrzostw świata (2017 – 2. miejsce)

  - kwalifikacji do mistrzostw Europy (2020)

Młodzieżowe
- Uczestnik:
  - mistrzostw Europy:
    - U–18 (2014 – 12. miejsce, 2015 – 4. miejsce)
    - U–20 dywizji B (2016 – 5. miejsce)

  - turnieju Alberta Schweitzera (2014)
- Zaliczony do I składu mistrzostw Europy U–18 (2015)[3]
- Lider Eurobasketu U-18 w przechwytach (2014 – 2,5)[4]